# Sankt Martin im Sulmtal
Sankt Martin im Sulmtal là một đô thị thuộc huyện Deutschlandsberg thuộc bang Steiermark, nước Áo. Đô thị Sankt Martin im Sulmtal có diện tích 39,17 km², dân số thời điểm cuối năm 2015 là 3052 người.